# Gymnotheca
Gymnotheca  Decne., 1845 é um género de plantas com flor pertencente à família das Saururaceae, que agrupa três espécies de plantas herbáceas suculentas com distribuição natural no sueste da China e no norte do Vietname. A espécie tipo é Gymnotheca chinensis Decne., 1845.

## Descrição
Para além dos caracteres gerais da família Saururaceae, o género Gymnotheca apresenta a seguinte morfologia:
- Plantas herbáceas perenes, prostradas, com estolhos pouco desenvolvidos.
- Folhas reniformes, apergaminadas, subglabras, mais ou menos glandulosas, de margem inteira a subcrenulada, com 5-7 nervuras basais, pecíolos quase tão longos ou mais longos que a lâmina foliar, estípulas membranosas com base alargada e aderente.
- Caule longitudinalmente asurcado.
- Inflorescências em espiga alongada, em forma de bráctea, e em G. involucrata com 3-4 brácteas petalóides basais brancas formando um pseudanto, com a ráquis comprimida ou quase alada.
- Estames (5-)6(-7), solitários em relação ao ovário, opostos aos carpelos, mais curtos que o estilete, o filamento tão longo quanto as anteras ou ligeiramente mais longo, as anteras oblongas; gineceu seminífero, paracárpico, estipitado, carpelos (2-)4, com 9-13 óvulos em cada placenta, estilos 4, recurvados.
- Fruto em cápsula fusiforme, apicalmente deiscente.
- Número cromossómico: 2n = 18.

O género está distribuído na China e no norte do Vietname, onde ocorre em locais húmidos, florestas, margens de riachos, valas, em altitudes de 600-2000 m.
As espécies deste género são utilizados na farmacopeia tradicional da China e do Vietname.

## Taxonomia
Na sua presente circunscrição taxonómica o género inclui as seguintes espécies:
- Gymnotheca chinensis Decne.
- Gymnotheca cicutaefolia (Kaulf.) C.Presl
- Gymnotheca involucrata C.Pei

As espécies distinguem-se pelas seguintes características morfológicas:
- Inflorescência sem brácteas involucrais vistosas na base.

Gymnotheca chinensis Decne., 1845 (= Saururus cavaleriei H. Lév., 1911).
Floresce de abril a novembro. Distribuição generalizada no sul da China e no norte do Vietname.
- Inflorescência com 3-4 brácteas brancas e vistosas na base, formando um pseudanto.

Gymnotheca involucrata S.J.Pei, 1934.
Floresce de fevereiro a junho. Sul de Sichuan.